# Kavango
Kavango je jedna od trinaest namibijskih regija. Središte regije je grad Rundu.

## Zemljopis
Regija Kavango na sjeveru graniči s angolskom provincijom Cuando Cubango, te s namibijskim regijama:
- Caprivi - istok
- Otjozondjupa - jug
- Oshikoto - zapad
- Oshangwena - sjeverozapad

## Stanovništvo
Popisu stanovništva iz 2011. godine u regiji živi 222.500 stanovnika, dok je prosječna gustoća naseljenosti 5 stan./km2. Najviše stanovništva ima uz rijeku Okavango. Najveći gradovi su glavni grad Rundu, Nkurenkuru te Divundu.

## Vanjske poveznice
- Regionalno vijeće Kavanga  Arhivirana inačica izvorne stranice od 26. lipnja 2011. (Wayback Machine)